# Figure in Frame
Figure in Frame ist eine 2006 gegründete Rockband aus Wien.

## Geschichte
Gegründet wurde die Band 2007 von Peter Brunner und Michael Lenzinger. Die beiden erstellten ein Demoalbum und ergänzten die Band um Gitarrist Reinisch und Schlagzeuger Arslan. Im Jahr darauf entstand eine erste richtige selbstproduzierte EP. Zudem machten sie mit ihren Liveauftritten von sich reden. Im November 2008 wurden sie aufgrund von Online-Voting und einem Jury-Entscheid zum Rookie of the Year in einem von Diesel:U:Music und gotv organisierten Wettbewerb ernannt.
2009 erschien dann das Debütalbum von Figure in Frame mit dem Titel Small Global Tragedies.
Im Sommer desselben Jahres rief José Feliciano die österreichischen Musiker dazu auf, eigene Interpretationen seines Nummer-eins-Hits von 1988 The Sound of Vienna zu erstellen. Auch Figure in Frame beteiligten sich daran und führten ihre Version Ende August auf einer Wohltätigkeitsgala vor. Als diese Version zusammen mit dem Song Scream Now auf Single erschien, verhalf sie der Band zu einem Charthit in Österreich.

## Diskografie
- 2008: Your Fire Isn’t Red (EP, Eigenproduktion)
- 2009: Small Global Tragedies (Album)
- 2009: Scream Now / Sound of Vienna (Single)